# Espace de Besov
En analyse fonctionnelle, les espaces de Besov sont des espaces d'interpolation intermédiaires entre les espaces de Sobolev. Ces espaces doivent leur nom au mathématicien russe Oleg Vladimirovich Besov (en). Les espaces de Sobolev de degré non entier sont obtenus par interpolation complexe à partir des espaces de Sobolev de degré entier. Les espaces de Besov sont eux aussi obtenus par interpolation à partir des espaces de Sobolev de degré entier, mais en utilisant la méthode d'interpolation réelle.
La principale propriété des espaces de Besov est qu'ils sont des espaces de traces d'espaces de Sobolev.

## Définition
Soit un ouvert {\displaystyle \Omega \subset \mathbb {R} ^{n}}. Soient s, p, q tels que {\displaystyle 0<s<\infty ,\;1\leq p,q\leq \infty }. On note m le plus petit entier supérieur à s et {\displaystyle \theta ={\frac {s}{m}}}. On note {\displaystyle J_{\theta ,q}(X,Y)} l'espace interpolé des espaces de Banach X et Y par la méthode d'interpolation J.
Par définition, l'espace de Besov {\displaystyle \displaystyle B^{s;\;p,q}(\Omega )} est l'espace interpolé des espaces {\displaystyle L^{p}(\Omega )} de Lebesgue et {\displaystyle W^{m,p}(\Omega )} de Sobolev par la méthode d'interpolation réelle dite méthode J :
{\displaystyle B^{s;p,q}(\Omega )=J_{{\frac {s}{m}},q}(L^{p}(\Omega ),\;W^{m,p}(\Omega ))}
C'est un espace de Banach dont la norme est celle fournie par la méthode d'interpolation :
{\displaystyle \|.\|_{B^{s;p,q}(\Omega )}=\|.\|_{J_{{\frac {s}{m}},q}(L^{p}(\Omega ),\;W^{m,p}(\Omega ))}}
Il y a d'autres manières de définir les espaces de Besov sur {\displaystyle \mathbb {R} ^{n}}. On en déduit les espaces de Besov sur {\displaystyle \Omega } par restriction, comme pour les espaces de Sobolev. Si {\displaystyle \Omega } est suffisamment régulier, toutes ces définitions sont équivalentes.

## Propriété caractéristique
On note {\displaystyle (x,t)}, un point de {\displaystyle \mathbb {R} ^{n+1}} où {\displaystyle x\in \mathbb {R} ^{n}{\text{ et }}t\in \mathbb {R} }.
La trace u(x) dans {\displaystyle \mathbb {R} ^{n}} d'une fonction régulière {\displaystyle U(x,t)} définie sur {\displaystyle \mathbb {R} ^{n+1}} est donnée par {\displaystyle u(x)=U(x,0)}.
Théorème : Soit {\displaystyle 1<p<\infty } et u une fonction mesurable sur {\displaystyle \mathbb {R} ^{n}}.
Les deux propositions suivantes sont équivalentes :
(a) Il existe une fonction {\displaystyle U\in W^{m,p}(\mathbb {R} ^{n+1})} telle que u est la trace de U
(b) {\displaystyle u\in B^{m-({\frac {1}{p}});p,p}(\mathbb {R} ^{n})}

## Théorèmes de plongement
Théorème : Soit un ouvert {\displaystyle \Omega \subset \mathbb {R} ^{n}}, suffisamment régulier (par exemple {\displaystyle \Omega } est borné et sa frontière est Lipschitz). Soient s, p, q tels que {\displaystyle 0<s<\infty ,\;1\leq p,q\leq \infty }. Alors on a les inclusions suivantes avec injections continues :
Si {\displaystyle sp<n}, alors {\displaystyle B^{s;p,q}(\Omega )\;\subset \;J_{{\frac {p-1}{p}},q}(L^{1}(\Omega ),\;L^{\infty }(\Omega ))}
Si {\displaystyle sp=n}, alors {\displaystyle B^{s;p,1}(\Omega )\;\subset \;C_{B}^{0}(\Omega )\;\subset \;L^{\infty }(\Omega )}
Si {\displaystyle sp>n}, alors {\displaystyle B^{s;p,q}(\Omega )\;\subset \;C_{B}^{0}(\Omega )}
Ici {\displaystyle C_{B}^{0}(\Omega )} désigne l'ensemble des fonctions continues et bornées sur {\displaystyle \Omega }